# La Dernière Chanson
Pour les articles homonymes, voir The Last Song (homonymie).
 (mai 2010).
Si vous disposez d'ouvrages ou d'articles de référence ou si vous connaissez des sites web de qualité traitant du thème abordé ici, merci de compléter l'article en donnant les références utiles à sa vérifiabilité et en les liant à la section « Notes et références ».
Pour plus de détails, voir Fiche technique et Distribution.
La Dernière Chanson (titre original : The Last Song) est un film américain réalisé par Julie Anne Robinson, sorti en 2010.
Cette histoire dramatique est développée parallèlement au roman de Nicholas Sparks du même nom. Elle raconte la vie d'une adolescente troublée, qui renoue des liens avec son père inconnu et tombe amoureuse, lors d'un été dans une ville balnéaire, sur une île. Le film est distribué par Touchstone Pictures.
La Dernière Chanson est interprété par Miley Cyrus et Liam Hemsworth dans les rôles principaux ainsi que Greg Kinnear et Kelly Preston. Cette dernière interprète le rôle de la mère de Veronica, à la demande de Miley. Tish Cyrus, la mère de Miley Cyrus, fait partie de la production, et le scénario a été coécrit par Nicholas Sparks et Jeff Van Wie.

## Synopsis
À 17 ans, Veronica « Ronnie » Miller (Miley Cyrus) est aussi rebelle qu'après le divorce difficile de ses parents et le déménagement de son père pour la Géorgie, trois ans auparavant. Autrefois enfant prodige du piano classique sous la tutelle de son père, Steve Miller (Greg Kinnear), Ronnie rejette désormais cet instrument et n'a plus parlé à son père depuis son départ. Malgré l'intérêt que lui porte la célèbre école de musique Juilliard depuis son plus jeune âge, Ronnie refuse de s'y inscrire.
Aujourd'hui, Steve se voit offrir une chance de renouer avec sa fille lorsque sa mère, Kim (Kelly Preston) envoie l'adolescente rebelle et son frère cadet, Jonah (Bobby Coleman (en)), passer l'été avec lui. Steve, un ancien professeur de Juilliard et pianiste de concert, mène à présent une vie tranquille à Tybee Island, la ville de bord de mer où il a grandi, en Géorgie. Il travaille sur un vitrail de l'église locale pour remplacer celui qui a été détruit lors d'un incendie.
À son arrivée, Ronnie est déprimée, hostile et méfiante envers tous ceux qui l'entourent. Le beau et populaire Will Blakelee (Liam Hemsworth) n'échappe pas à la règle, jusqu'à ce que Ronnie et lui se retrouvent tous les deux pour participer à la protection du nid d'une tortue de mer Caouanne. Ronnie découvre alors que Will est plus sérieux qu'elle ne le croyait. Elle tombe amoureuse de lui et parvient également à renouer des liens avec son père Steve grâce à la seule chose qu'ils ont en commun : la musique. Puis, son père tombe malade et Ronnie reste avec lui jusqu'à sa mort. Lors de l’enterrement de son père, Ronnie finit la musique que son père lui avait écrite.

## Distribution
- Miley Cyrus (VF : Camille Donda[1] ; VQ : Catherine Brunet) : Veronica « Ronnie » Miller
- Liam Hemsworth (VQ : Gabriel Lessard) : Will Blakelee
- Greg Kinnear (VQ : Antoine Durand) : Steve Miller
- Bobby Coleman (en) (VF : Tom Trouffier ; VQ : Charles Sirard-Blouin) : Jonah Miller
- Kelly Preston (VQ : Hélène Mondoux) : Kim Miller
- Nick Lashaway (en) (VQ : Hugolin Chevrette) : Marcus
- Carly Chaikin (VQ : Émilie Bibeau) : Galadriel « Blaze »
- Adam Barnett : Teddy
- Nick Searcy (VQ : Marc Bellier) : Tom Blakelee
- Kate Vernon (VQ : Nathalie Coupal) : Susan Blakelee
- Melissa Ordway (VQ : Kim Jalabert) : Ashley
- Carrie Malabre : Cassie
- Rhoda Griffis : Docteur
- Hallock Beals (VQ : David Laurin) : Scott
- Stephanie Leigh Schlund (af) : Megan Blakelee

Photos des acteurs principaux
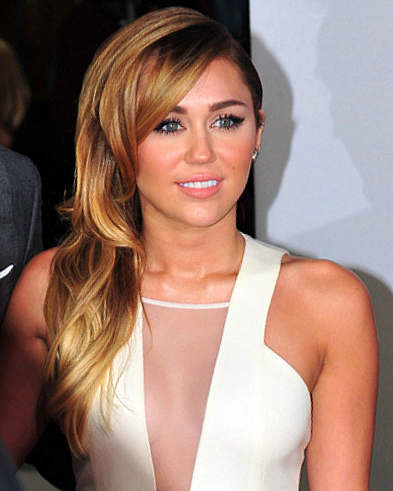
Miley Cyrus dans le rôle de Veronica « Ronnie » Miller
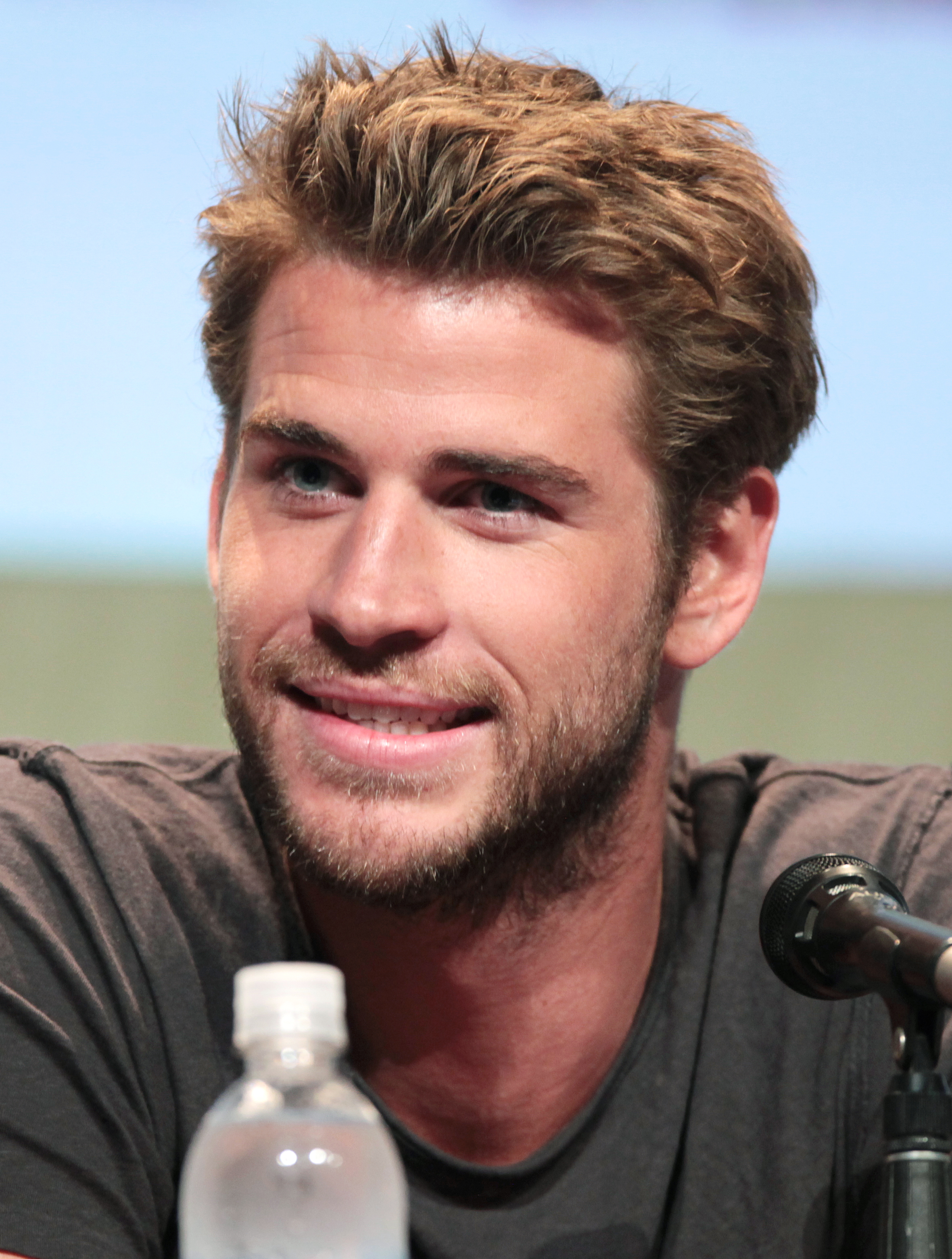
Liam Hemsworth dans le rôle de Will Blakelee
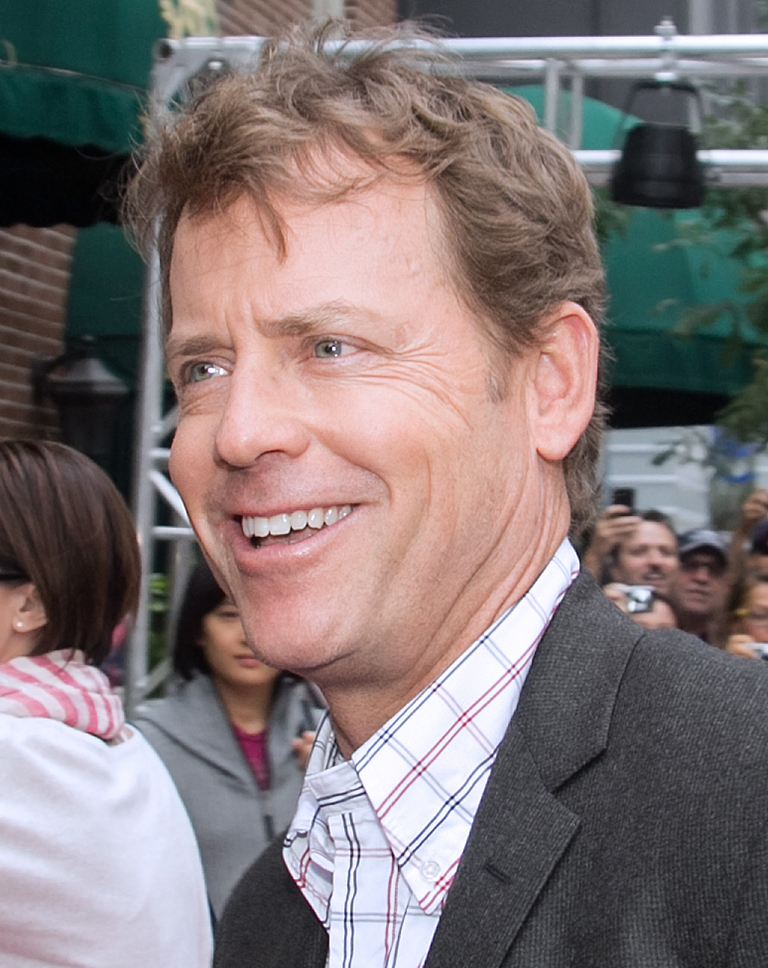
Greg Kinnear dans le rôle de Steve Miller
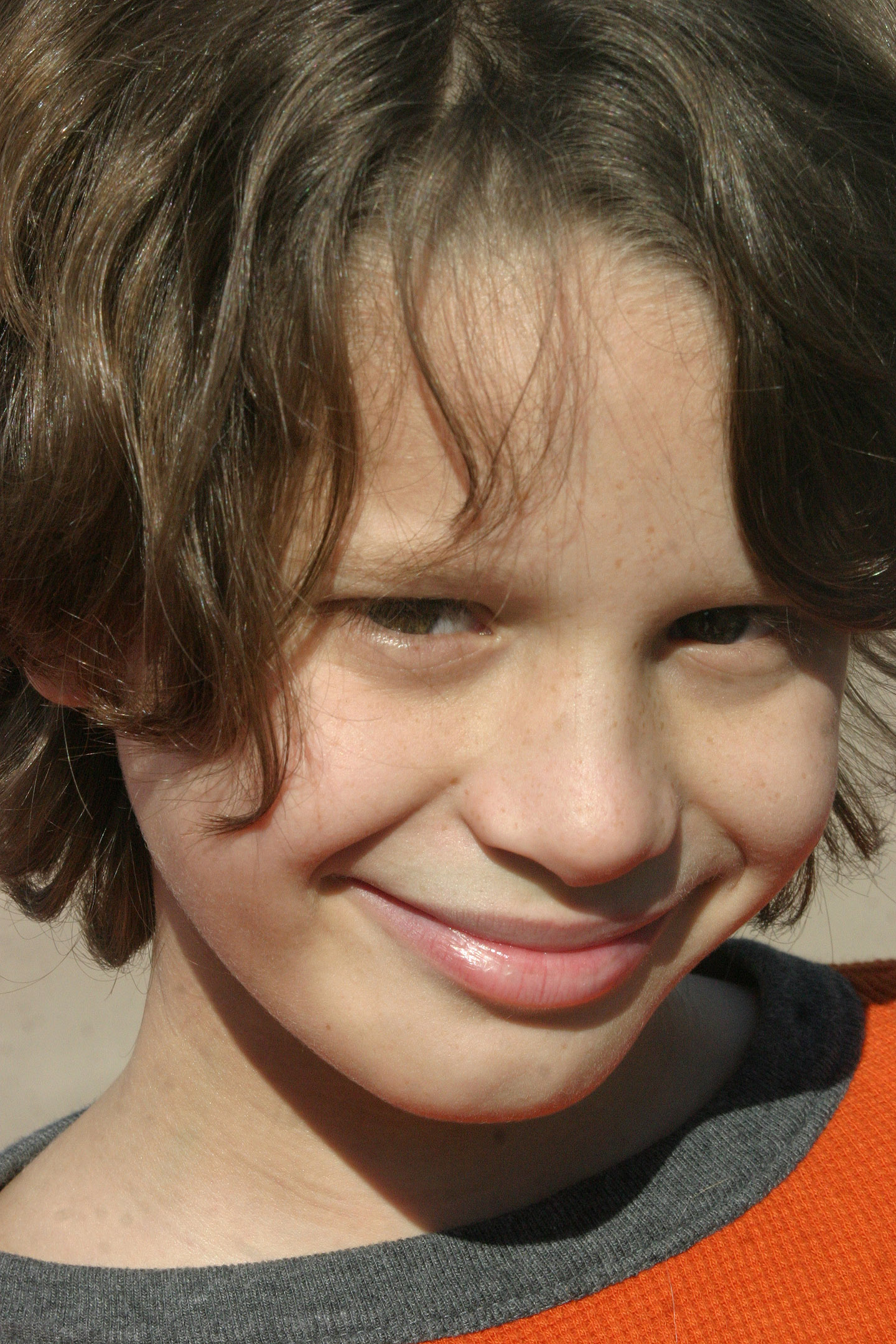
Bobby Coleman dans le rôle de Jonah Miller

## Autour du film

### Du projet au tournage

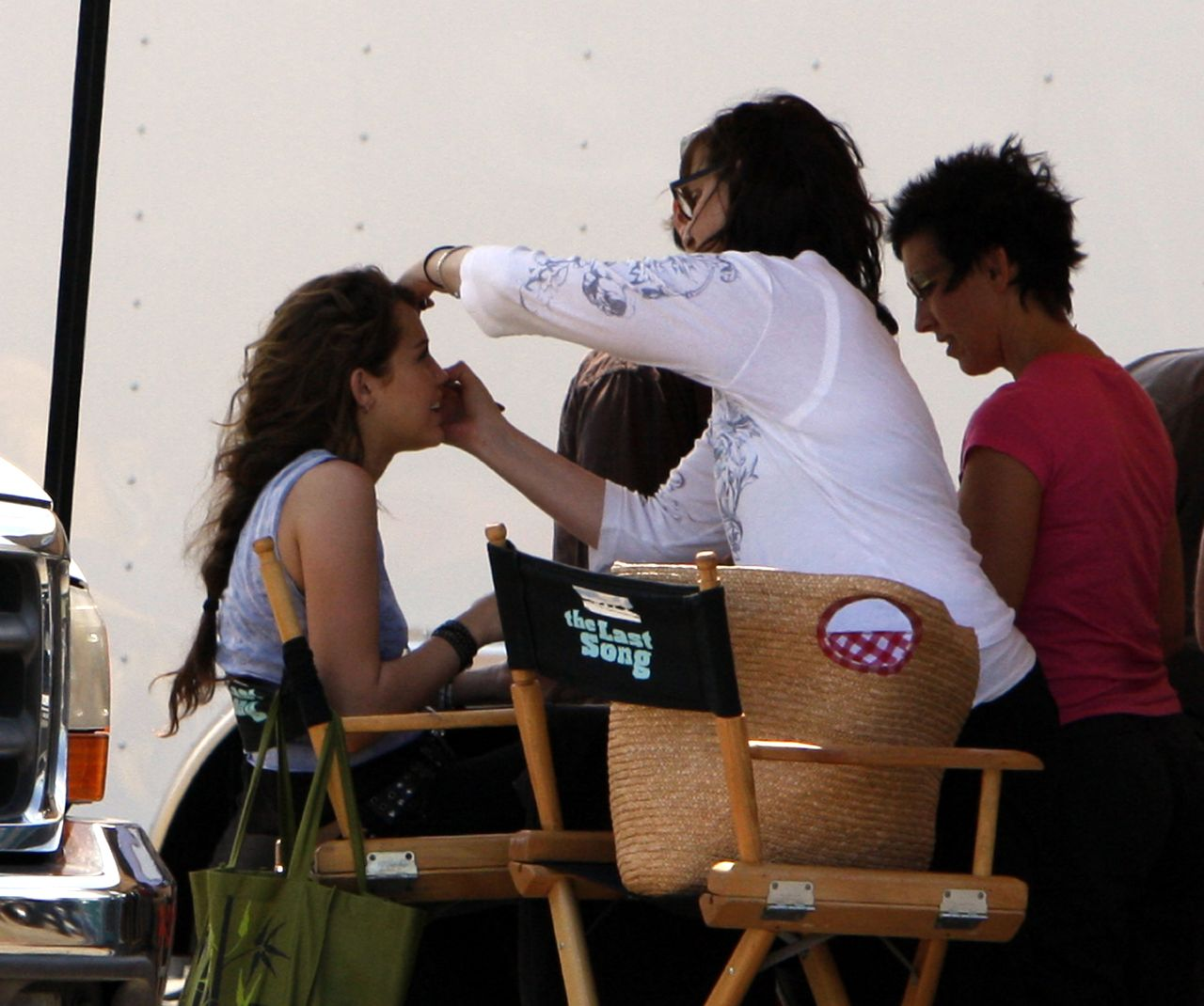
Miley Cyrus se faisant maquiller sur le tournage du film.

Sparks a été contacté pour écrire à la fois le scénario du film et le roman. Nicholas Sparks a achevé le scénario en janvier 2009, avant la fin du roman, ce qui donna à The Last Song son premier script, pour une option prête pour le cinéma. Le tournage et l'histoire devaient s'effectuer à l'origine en Caroline du Nord, comme le roman. Il est finalement tourné en Géorgie, après que les États du Nord eurent repoussé le tournage pendant des mois. Le film se tourne alors à Tybee Island, en Géorgie, et à proximité de Savannah. The Last Song est devenu le premier film à être tourné et situé à Tybee Island. Le tournage se déroula du 15 juin au 18 août 2009, avec beaucoup de scènes tournées sur le bord de plage, retardant la fin du tournage de quelques jours à cause de la météo. The Last Song était initialement prévu pour le 8 janvier 2010, mais a depuis été reporté au 31 mars 2010 aux États-Unis.

### Chansons du film
1. When I Look at You, interprété par Miley Cyrus
2. I Hope You Find It, interprété par Miley Cyrus
3. She Will Be Loved, interprété par Maroon 5
4. Tyrant, interprété par OneRepublic
5. Graveyard Girl, interprété par M83
6. Dirt Road, interprété par Niklas Aman
7. Carnival Lights, interprété par Tracey James Marino et Vance Marino
8. Setting Sun, interprété par Eskimo Joe
9. Bring On The Comet, interprété par VHS or Beta
10. I Feel It All, interprété par Feist
11. Shut Your Eyes, interprété par Snow Patrol
12. Can You Tell, interprété par Ra Ra Riot
13. Heart of Stone, interprété par The Raveonettes
14. A Different Side Of Me, interprété par Allstar Weekend
15. New Morning, interprété par Alpha Rev
16. Broke Down Hearted Wonderland, interprété par Edwin McCain
17. Brooklyn Blurs, interprété par The Paper Rancoat
18. Down the lLine, interprété par José González
19. Each Coming Night, interprété par Iron & Wine

## Distinctions

### Récompenses
- Teen Choice Awards 2010 :
  - Meilleur pétage de plombs pour Miley Cyrus
  - Meilleur acteur pour Liam Hemsworth

### Nominations
- Teen Choice Awards 2010 :
  - Meilleur film dramatique
  - Meilleure actrice dramatique pour Miley Cyrus
  - Meilleure danse pour Miley Cyrus et Liam Hemsworth
  - Meilleure alchimie pour Miley Cyrus et Liam Hemsworth
  - Meilleur baiser pour Miley Cyrus et Liam Hemsworth